# Louise van Stolberg-Gedern

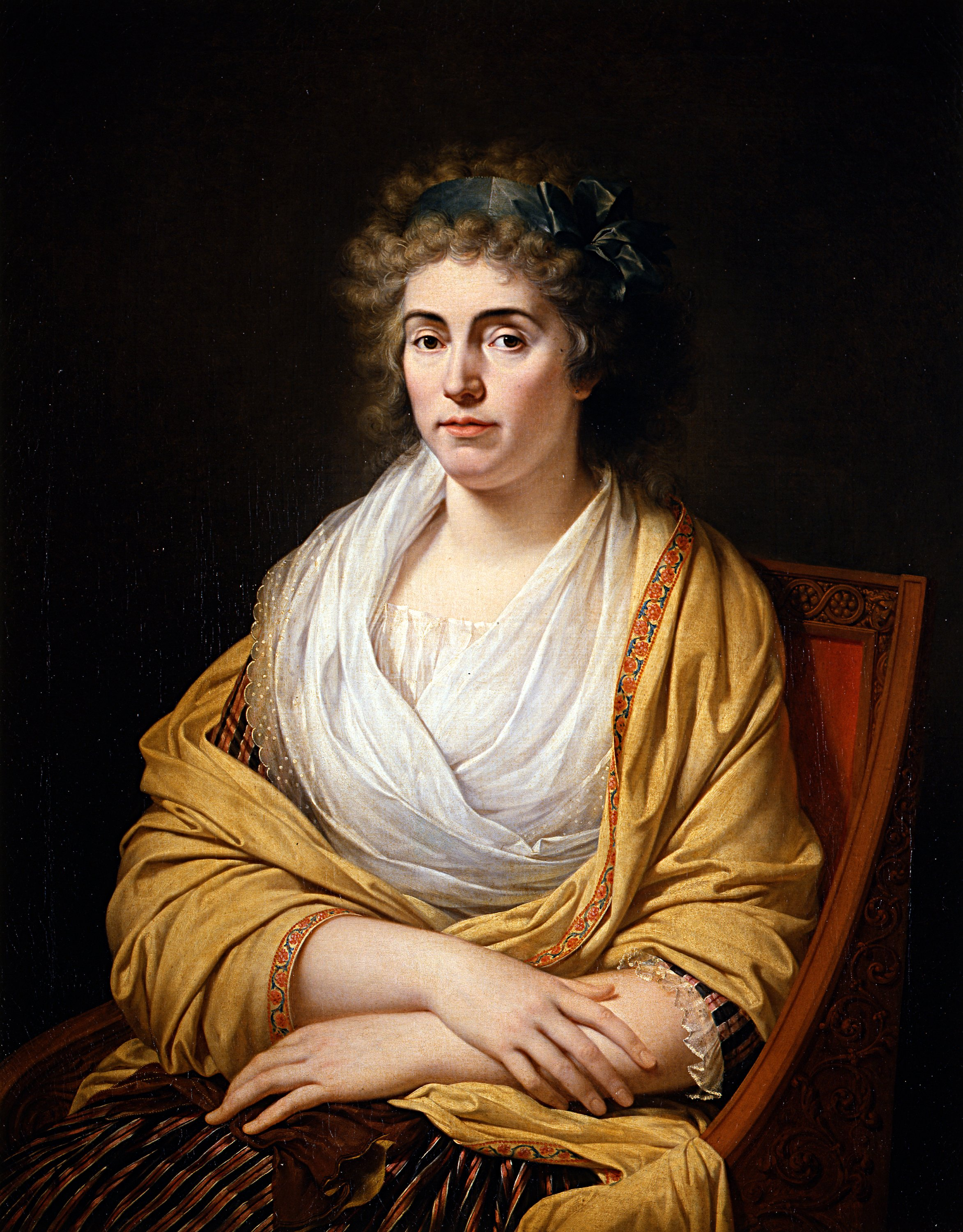
Portret van Louise van Stolberg-Gedern door François-Xavier Fabre.

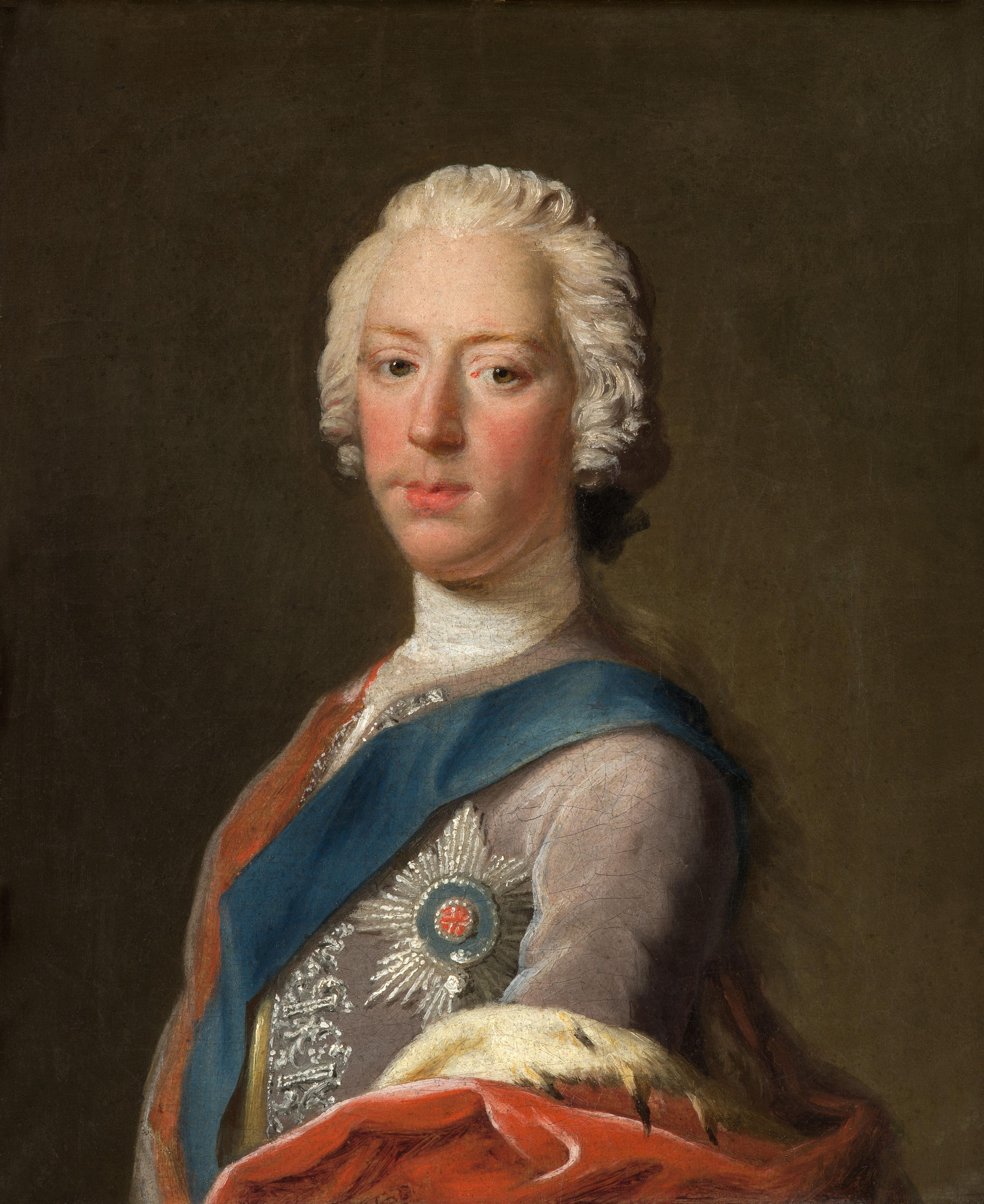
Charles Edward Stuart, door Allan Ramsay, 1745.

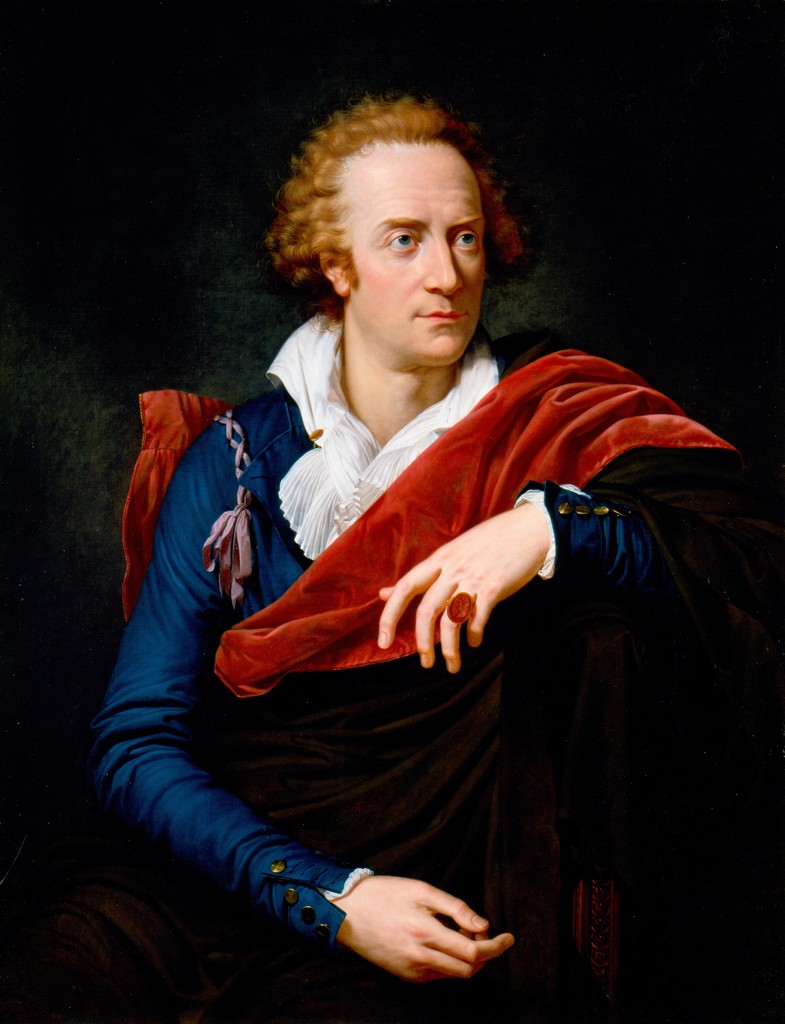
Vittorio Alfieri

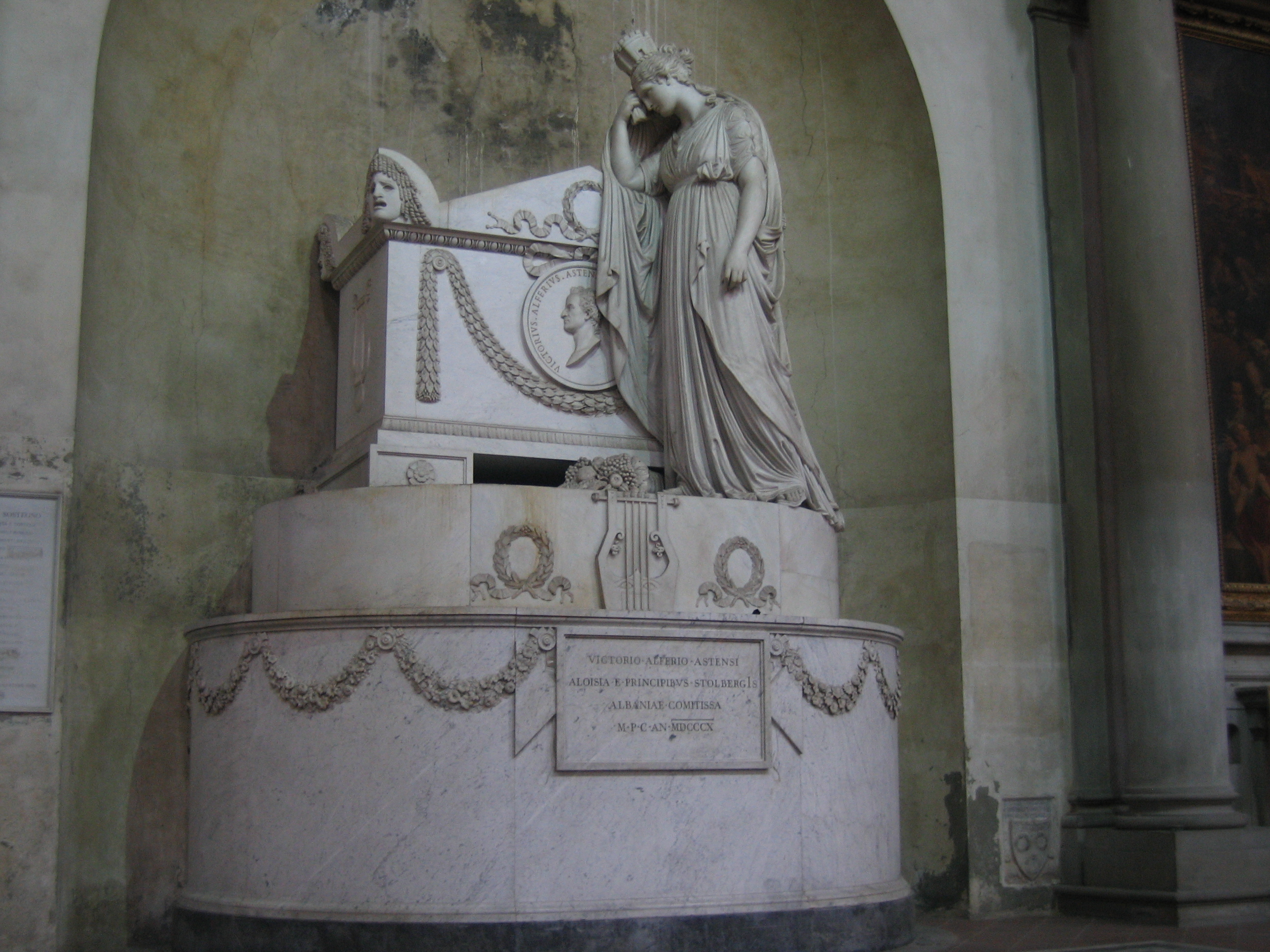
Graftombe van Viitorio Alfieri

Louise Maximiliane Caroline Emmanuel prinses van Stolberg-Gedern (Bergen, 20 september 1752 - Florence, 29 januari 1824) was de echtgenote van Karel Eduard Stuart, de jacobijnse troonpretendent van het Verenigd Koninkrijk.

## Levensloop

### Geboorte en jeugd
Louise werd geboren in Bergen in Henegouwen in de Oostenrijkse Nederlanden. Zij was de oudste dochter van prins Gustaaf Adolf van Stolberg-Gedern, telg van een oud Duits adellijk geslacht, en van Elisabeth van Horn, dochter van Maximiliaan Emanuel van Horn.
Toen Louise amper vijf jaar oud was, werd haar vader, die generaal-majoor was in het Oostenrijkse leger, gedood tijdens de Slag bij Leuthen. Vanaf haar zevende jaar volgde Louise onderwijs aan de school die verbonden was aan het kapittel van Sint-Waldetrudis. In 1766 zorgde keizerin Maria Theresia ervoor dat Louise een prebende ontving van de kanunnikessen.

### Huwelijk
In 1771 was Louise's jongere zuster getrouwd met een nakomeling uit het huis Stuart van Jacobus II van Engeland waardoor er contacten ontstonden tussen de jacobijnse kringen en de familie van Louise.
Koning Lodewijk XV van Frankrijk was gewonnen voor een huwelijk tussen Louise en de troonpretendent van de Stuarts, Karel Eduard. Hoewel de Franse koning het regerende huis Hannover van het Verenigd Koninkrijk erkende, was hij gebaat bij een huwelijk en een nageslacht voor de troonpretendent zodat hij de Franse druk op het Verenigd Koninkrijk kon opvoeren. De onderhandelingen, die door Frankrijk werden gevoerd, verliepen moeilijk omdat de familie van Louise niet kon terugvallen op een grote rijkdom.
Louise werd op 28 maart 1772 in Parijs uitgehuwelijkt aan de 32 jaar oudere troonpretendent. Zijzelf bleef afwezig op de plechtigheid. Hun eerste ontmoeting vond plaats op 14 april toen beiden hun huwelijksgeloften persoonlijk aflegden in de Italiaanse stad Macerata. Hierdoor werd Louise door de jacobieten erkend als koningin Louise van het Verenigd Koninkrijk. Karel Eduard en Louise gingen sindsdien door het leven als de graaf en gravin van Albany.
De eerst twee jaren van hun huwelijk verbleef het paar in Rome. Ondanks het leeftijdsverschil was het koppel in het begin gelukkig. Maar al vlug kwam er een schaduw op hun relatie. Louise had geen zin in een zwangerschap en Karel Eduard, die dacht door zijn huwelijk de nodige fondsen bijeen te kunnen losweken om een jacobijnse opstand tegen het regerende koningshuis te kunnen voeren, vond niet de nodige erkenning voor zijn huwelijk en fondsen bleven uit.

### Ontmoeting met Vittorio Alfieri
In 1774 verhuisden de graaf en de gravin van Albany naar Firenze. Zij ontvingen er de belangrijkste kunstenaars van die periode en in 1776 werd de Italiaanse dichter en dramaturg Vittorio Alfieri voorgesteld in hun paleis waarna hij een regelmatige bezoeker werd van het paar. In deze periode bekoelde de relatie tussen Karel Eduard, die zich meer en meer overgaf aan drankzucht, en de zelfbewuste Louise.
Omstreeks 1778 begon zij een geheime liefdesaffaire met de kunstenaar, die in alles de tegenpool was van haar echtgenoot. Karel Eduard werd steeds gewelddadiger en in december 1780 vluchtte de gravin van Albany naar een Romeins klooster. Louise beschuldigde haar echtgenoot van fysiek geweld en misbruik en ze kreeg de steun van onder meer paus Pius VI en van kardinaal-bisschop Hendrik Benedictus Stuart, haar schoonbroer die niets afwisten van haar geheime relatie.
Louise verhuisde naar de residentie van haar schoonbroer, die haar beschermde en in haar levensonderhoud voorzag. Alfieri en Louise bleven elkaar in het geheim ontmoeten. Door toedoen van koning Gustaaf III van Zweden ging Karel Eduard in april 1784 akkoord met een legale scheiding en gingen beiden hun eigen weg. Louise trok naar Bologna, Colmar en Parijs en bleef er Alfieri er in het geheim ontmoeten, bang als ze was om de geldelijke steun van haar schoonbroer te verliezen. UIteindelijk lekte de geheime relatie uit in 1786 en kwam het tot een breuk met haar schoonbroer.

### Na de dood van haar echtgenoot
In februari 1788 stierf Karel Eduard Stuart. De financiële situatie voor Louise verbeterde erop omdat ze als weduwe een royaal pensioen kreeg van de Franse koning. De gravin van Albany en Alfieri woonden in Parijs waar ze in hun woning salons inrichten waarop de belangrijkste schrijvers, artiesten en intellectuelen van die periode werden uitgenodigd. Zo was Madame de Staël een regelmatig bezoeker van de salons van de twee.
De gravin van Albany was een inspiratiebron voor verscheidene werken van Alfieri en regelmatig bracht hij haar ook hulde in zijn werken. Nu Louise terug een vrije vrouw was en niets hen kon beletten om in het huwelijk te treden, werd hun relatie toch niet bezegeld met de eeuwige trouw omdat Alfieri tegen het instituut van het huwelijk was.
Tijdens de Franse Revolutie konden ze net op tijd vluchten uit Parijs. De twee verbleven een tijdje op het kasteel van Mariemont alvorens terug naar Florence te trekken. In hun woning werden opnieuw salons ingericht. Alfieri vond er inspiratie voor zijn toneelstukken waarvoor hij zich met hart en ziel inspande. Uitgeput door het harde werken werd hij ziek en hij stierf in 1803.
Alfieri werd begraven in de Basilica di Santa Croce en de gravin van Albany liet door Antonio Canova een monumentale graftombe bouwen.

### Na de dood van Alfieri
Na de dood van Alfieri hernam Louise stilaan haar mondaine leven en richtte ze opnieuw salons in voor de kunstenaars. In 1809 werd de gravin van Albany door Napoleon Bonaparte gesommeerd om terug naar Parijs te keren maar het volgende jaar keerde Louise reeds terug naar Firenze.
De Franse kunstschilder François-Xavier Fabre, die al geruime tijd een intieme vriend was van Alfieri en de gravin van Albany, vertoefde steeds vaker in haar gezelschap. Zij stierf er in 1824 en werd in hetzelfde graf begraven als haar grote liefde. Naast de grote graftombe liet Fabre een monument plaatsen waarvoor hij het grafschrift ter ere van de gravin van Albany schreef.
De erfenis van Louise ging naar Fabre die er in zijn geboortestad Montpellier een kunstacademie mee oprichtte. De rest van het geld schonk hij aan het stadsbestuur om er een museum, het huidige Musée Fabre, te openen. Fabre was tot aan zijn dood in 1837 de eerste voorzitter van de kunstacademie en van het museum.